# Lara (mitología)
Lara  (del griego λαλέω, «charlatana»),  también llamada Larunda  es, en la mitología romana, el nombre de la madre de los Lares, y por ello la llamaron Larunda.  También es conocida como la diosa Muta («muda»)  y Tácita, («callada» o «muda»). Plutarco dice que Tácita una Musa (Camena) a quien Numa enseñó a ser venerada, pues honraba el silencio pitagórico. Varrón dice que Larunda era uno de los dioses sabinos adoptados por los romanos.
El único relato mitológico de Lara, como la llama Ovidio, aparece en los Fastos a propósito de la Feralia. Se dice que cierto día Júpiter, habiéndose enamorado de Yuturna, no pudo satisfacer sus deseos, pues esta se había arrojado al Tíber para esconderse de él. Entonces Júpiter reunió a todas las ninfas que habitaban en el Lacio y les rogó que impidiesen que Yuturna se escondiese en sus orillas. Las ninfas cumplieron este ruego, a excepción de Lara. Se dice de esta, cuyo nombre antiguo era Lala, era una náyade hija de Almón. Este le había dicho muchas veces a su hija que contuviese su lengua. Así que acudió al lago de su hermana Yuturna y le advirtió de los planes de Júpiter. También visitó a a Juno y le dijo que su esposo estaba enamorado de la náyade Yuturna. Júpiter, ofendido, se encolerizó y le arrancó a la náyade la lengua. Llamó a Mercurio (como psicopompo) y le encomendó llevarse a Lara al inframundo, lugar apropiado para los silenciosos y así sería una ninfa de una laguna soterrada. En un bosque Mercurio se encontró con Lara y le resultó de su agrado. Allí violó a la ninfa, Mercurio usando la violencia y Lara, esforzándose en vano por hablar con una boca muda, le suplicaba piedad con el rostro. Lara quedó embarazada y parió dos gemelos: los Lares, que guardan y vigilan siempre las encrucijadas de Roma.
Ovidio dice que, durante la de Feralia un culto popular femenino informal y secreto en la misma fiesta invoca a Tácita («la diosa silenciosa»). El rito está dirigido por «una vieja bruja» que sostiene siete judías negras en la boca; tiene similitudes con el exorcismo de espíritus hostiles y vagabundos de la fiesta de las Lemurias, pero se completa cuando se cose una cabeza de pez para «atar las lenguas hostiles al silencio».  Lara o Larunda también se asocia a veces con Aca Larentia, cuya fiesta era la Larentalia.